# Winthemia singularis
Winthemia singularis là một loài ruồi trong họ Tachinidae.